# Ilhas do Capim
Ilhas do Capim ou Ilha Guará é um grupo de ilhotas localizadas próximo de Guaratuba (PR), no rio dos Meros e o Morro de Fora. A ilha é coberta por mangues.
O grupo é formado pelas ilhotas chamadas de Capim de Cima, Capim do Meio e Capim de Baixo. 